# Rubicundus eos
Rubicundus eos – gatunek bezszczękowca z rodziny śluzicowatych (Myxinidae).

## Zasięg występowania
Morze Tasmana oraz zachodnie wybrzeża Nowej Zelandii.

## Cechy morfologiczne
Osiąga maksymalnie 66,5 cm długości. Posiada 5 par otworów skrzelowych oraz 128–130 gruczołów śluzowych. 

## Biologia i ekologia
Występuje na głębokości 991–1013 m.